# Evergetismo

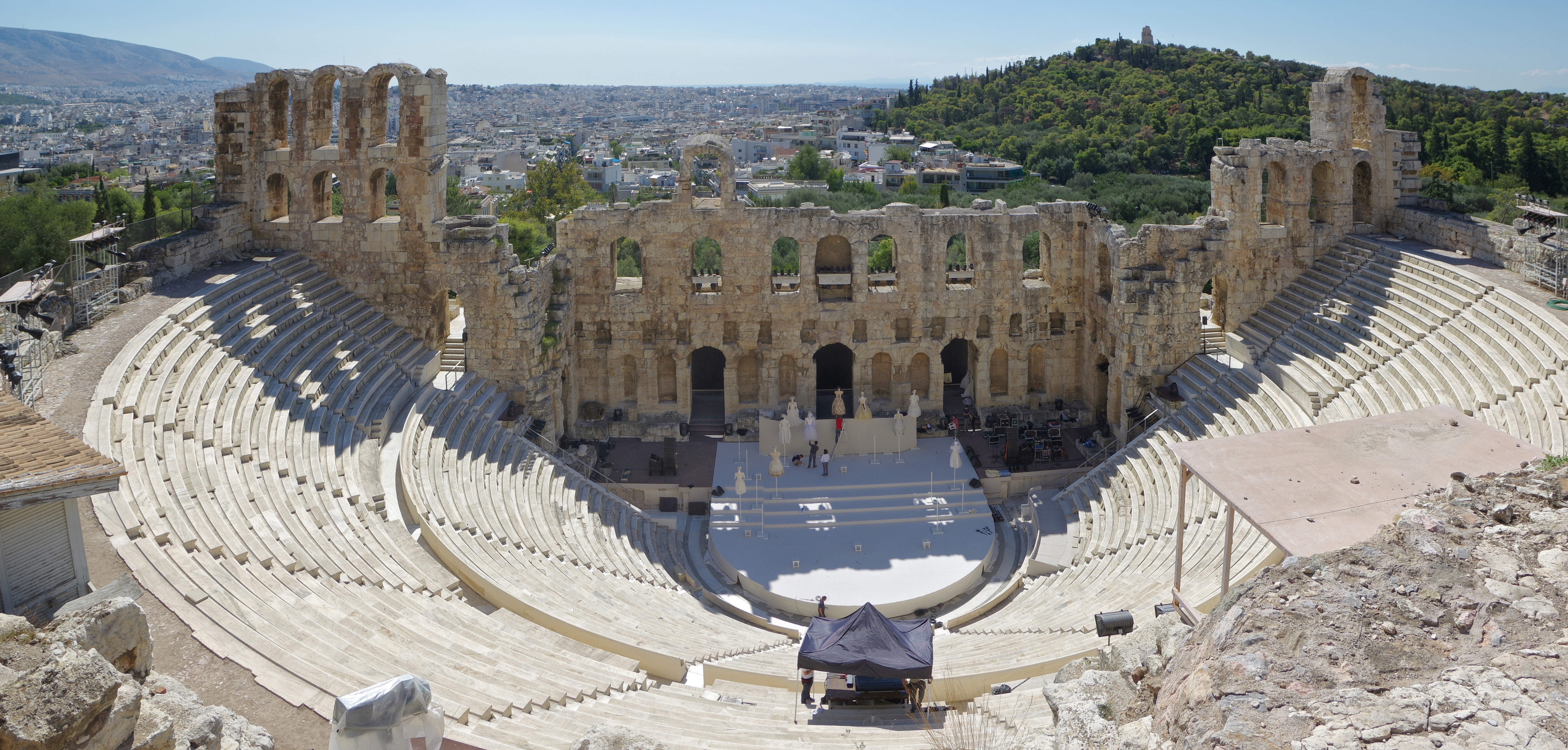
Teatro construído por Herodes Ático, um grande evergeta da Antiguidade.

Evergetismo (do grego εύεργετέω: "eu faço boas obras") foi a prática, na Antiguidade Clássica, de oferecer doações significativas para a comunidade, manifestas geralmente como a oferta de edifícios públicos, monumentos ou benfeitorias infraestruturais e distribuição de alimentos ou dinheiro. O termo pode ser aplicado à munificência dos reis helenísticos e dos imperadores romanos, mas é mais usado para designar a prática das elites municipais. O termo foi consagrado academicamente em 1923 pelo historiador francês André Boulanger, e popularizado nos estudos sociais por Paul Veyne em meados do século XX. O evergetismo se distingue da caridade ou da filantropia porque seus praticantes esperam um reconhecimento público de seus atos, mas essa distinção nem sempre é clara.

## Na Grécia
O evergetismo podia se manifestar na forma de construção de obras públicas como templos, estradas, teatros, ginásios e termas, de organização de festivais, banquetes, jogos atléticos e lutas de gladiadores, ou de distribuição de dinheiro, alimentos e outros bens. Em troca pelos benefícios recebidos, a comunidade reconhecia publicamente o caráter nobre do benfeitor e lhe concedia variados tipos de distinções.
No período arcaico da Grécia Antiga o evergetismo foi praticado principalmente por forasteiros, que buscavam se inserir na comunidade local conspicuamente, assumindo o aspecto de uma troca de favores dentro das práticas de estabelecimento de uma amizade ritualizada com os estrangeiros, que pelos seus benefícios recebiam os títulos de proxenos ou evergetas, que não eram somente honoríficos mas também eram investidos de vários privilégios. Atletas vitoriosos nos jogos também podiam ser considerados evergetas, pois a vitória trazia honra e fama para a cidade, e em troca os atletas eram distinguidos com uma estátua e um prestigioso reconhecimento social.
Durante o período clássico foi uma instituição quase exclusiva de Atenas, cujo desenvolvimento social distinto de outras cidades favoreceu sua consolidação em sua forma mais conhecida. Ali o evergetismo surgiu pela necessidade de recompensar os generais que se destacaram na Guerra do Peloponeso e como uma forma de estabelecer modelos de conduta patriótica, mas também satisfazia as elites que haviam dedicado muito dinheiro para o sustento do Estado e da população durante períodos de crise, e se tornava uma forma de incentivar um fluxo contínuo de rendas e bens de forasteiros úteis para a administração pública. As recompensas aos benfeitores podiam se materializar como a concessão de títulos honoríficos, um banquete em sua honra, oferecimento de coroas de louro ou de ouro, estátuas, instalação de uma inscrição comemorativa em um local público muito frequentado, isenção de taxas e impostos, concessão da cidadania, outorga do direito de adquirir bens de raiz no território da cidade ou outros privilégios. Na Atenas clássica não há registros de evergetas locais, e segundo o historiador Domingo Gygax isso provavelmente se deve ao temor de se promover a institucionalização de uma classe especial de cidadãos que ameaçasse o sistema democrático. Há escassa informação sobre outras cidades neste período, mas alguns poucos registros sobreviventes parecem mostrar que havia muito menos resistência em honrar publicamente benfeitores nativos.

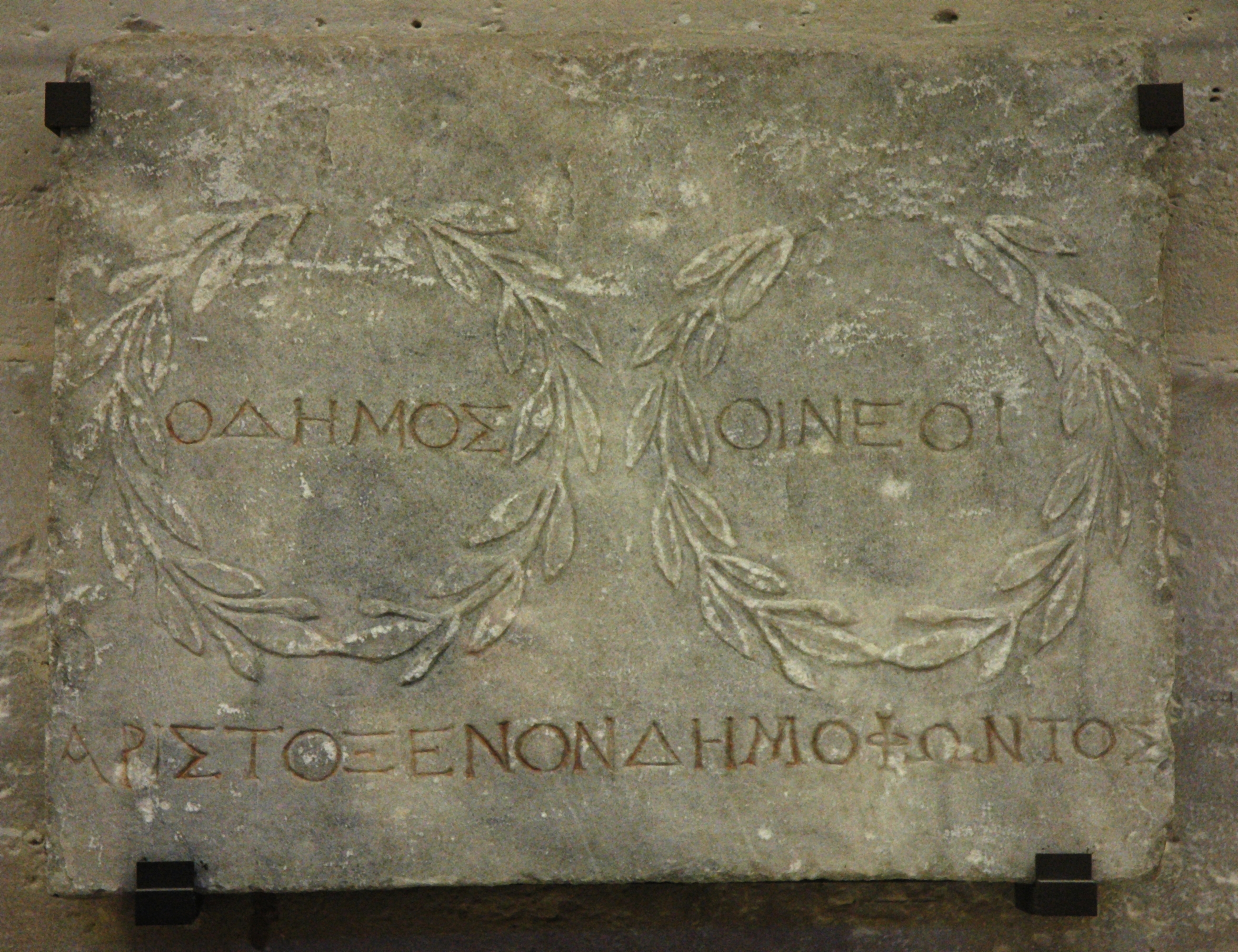
Inscrição ateniense do século III ou II a.C. homenageando o evergeta Aristoxeno, filho de Demofonte.

Tornou-se um hábito progressivamente mais disseminado no período helenístico, principalmente praticado por nativos abastados, sendo geralmente entendido pelos estudiosos como um processo que contribuiu para a oligarquização da sociedade helenística, legitimando o poder e prestígio de um grupo de elite que pela sua generosidade ajudava a minimizar as desigualdades sociais. Devido à alta taxa de mortalidade e baixa expectativa de vida na Antiguidade, o incentivo ao evergetismo, com a honra e prestígio que acarretava, era também uma forma de recrutar para a elite governante das cidades homens novos bem providos de rendas e capitais, que ajudariam a manter o sistema funcionando, preenchendo o vácuo produzido pela frequente extinção de famílias nobres mais antigas. Os evergetas precisavam despender grandes somas para manter seu status, mas compensavam as perdas através do acesso ao governo, onde poderiam extrair largos proventos através da cobrança de taxas, impostos e propinas. Nas palavras do historiador Arjan Zuiderhoek,
"Se como sistema social e político a ordem oligárquica provou ser muito durável, a posição dos indivíduos nesta ordem era altamente transitória. [...] A fragilidade da posição dos indivíduos na elite produzia uma necessidade de enfatizar sua legitimidade e pode ter predisposto os membros da elite a produzirem símbolos duráveis de seu poder social, que pudessem sobreviver à passagem do tempo. O evergetismo, como um sistema de benefícios da elite para a comunidade em troca de monumentos e inscrições honoríficas, atendia perfeitamente a ambas as necessidades. Para as famílias novas que entravam na ordem, oferecia a chance de se firmarem através da beneficência, enquanto que as famílias antigas enfatizavam sua grandiosidade através de gastos em escala verdadeiramente vasta. Se tivessem sorte, os edifícios doados ainda estariam de pé muito depois da extinção da família do doador, assim como perdurariam as inscrições comemorativas de sua generosidade. De fato, pode ser que tenha sido exatamente a falta de continuidade social e genética no longo prazo o que tenha levado à proliferação da epigrafia honorífica e funerária na Grécia durante o período da Roma imperial".

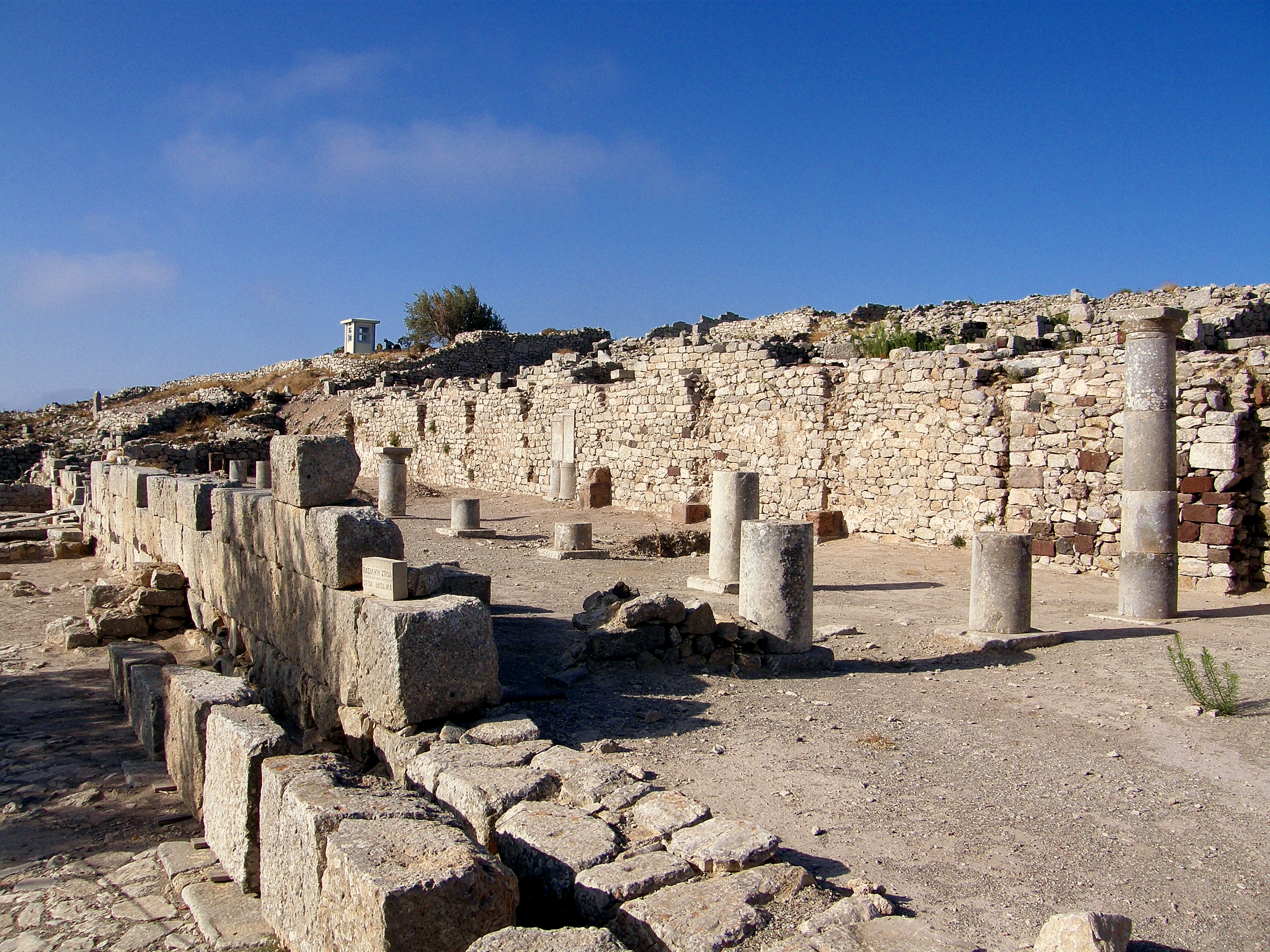
Ruínas da basílica da antiga ágora de Thera, em Santorini, patrocinada pela família Kleitosthenai no século I.

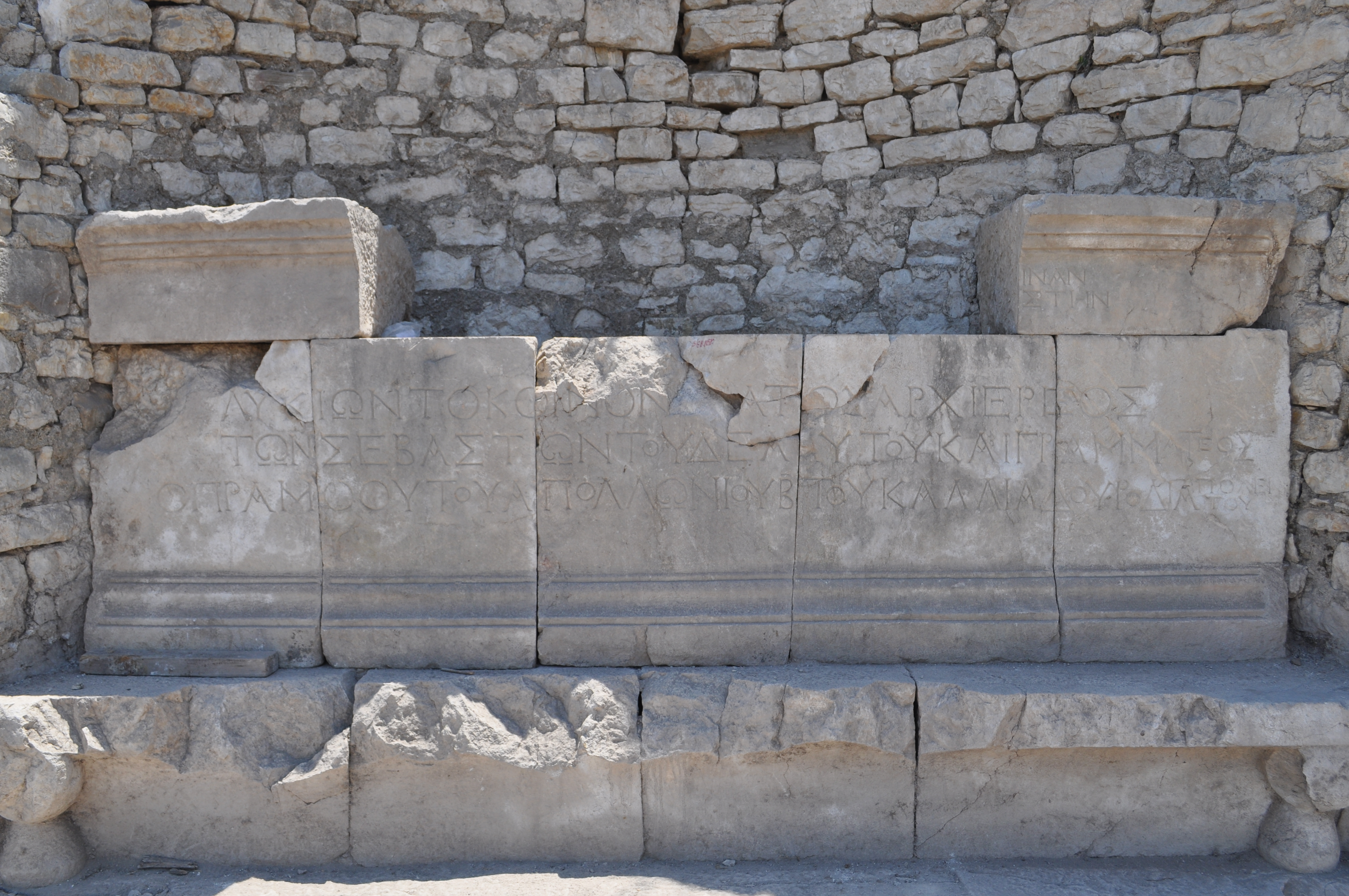
Inscrição celebrando o evergeta Opramoas de Rodiápolis, século II.

Devido à instabilidade das fortunas familiares e à transitoriedade dos cargos públicos, as inscrições comemorativas geralmente enfatizam o mérito do indivíduo doador, e não do seu grupo social, reiterando sua superioridade moral em relação ao povo comum, e essa mesma alegada superioridade era um dos elementos preponderantes na legitimação de sua posição dentro da elite. É provável que essa retórica comemorativa tenha emanado principalmente dos homens novos, interessados em afirmar sua posição dentro de um grupo de famílias antigas já amplamente conhecidas por todos.
A prática estava associada ainda ao sistema de enobrecimento da Antiguidade. Embora os costumes variassem de cidade para cidade, na cultura grega havia, de modo geral, dois modos de adquirir nobreza: nascer em uma família de grandes proprietários de terras ou em uma família sacerdotal, que eram nobres inatos, ou conseguir uma expressiva riqueza, que dava credenciais para o acesso a cargos públicos na administração ou na legislatura, cujo desempenho conferia uma nobreza vitalícia, mas não hereditária. Em ambos os casos a riqueza era indispensável para assumir um posto público, pois vinha embutida na função a obrigação moral de oferecer do próprio bolso benesses para a população. A prática, em suas origens voluntária, se tornou tão comum que em muitas cidades a população passou a considerá-la um direito adquirido, tornando-se imperativa. Essa transição não se realizou sem resistências. Há registros de nobres convidados a exercer a beneficência mas relutavam, alegando pobreza ou outros motivos. Segundo Paul Veyne, "por isso foi que os dignitários locais pouco a pouco deixaram de ser eleitos pelos cidadãos para serem designados pela oligarquia do Conselho, que os escolhia em seu próprio seio. [...] Os notáveis tinham interesse em se sujeitar a tal sistema apenas porque o costume o impunha, pois se rebelavam tão frequentemente quanto se prestavam a ele de bom grado". A nobreza sempre esteve intimamente associada à vida pública e à ostentação, e aos que se negavam ao evergetismo restava a alternativa de se retirar para o campo, mas retirar-se equivalia a cair no esquecimento, e isso o típico orgulho nobiliário não podia suportar. Embora as honras advindas do evergetismo fossem outorgadas pelos governos, o reconhecimento social efetivo dependia da concordância da população em geral. Veyne continua, dizendo:
"O evergetismo foi um ponto de honra nobiliário em que o orgulho de casta acionou todas as motivações cívicas e liberais sobre as quais os historiadores se estenderam habilmente, mas também com demasiada exclusividade: civismo, prazer de dar, desejo de se destacar... Essas árvores sentimentais e cívicas esconderam-lhes a floresta do orgulho nobre e a existência de uma nobreza patrimonial, hereditária de fato. [...] O evergetismo não era tão virtuoso como creem seus comentaristas mais recentes, nem tão maquiavélico como dizem os comentaristas que os precederam, imbuídos de um vago marxismo. A nobreza residia, ao pé da letra, num jogo de competição, tão irracional, política e economicamente, quanto o esbanjamento por mera ostentação. Isso ia muito mais longe que a necessidade de preservar a posição ou marcar as barreiras de classe, e não há como conciliar o fenômeno fundamental da competição de esbanjamento com explicações sociais ao gosto dos modernos, tampouco se pode atribuí-lo às explicações dos antigos — patriotismo, festa e banquete, generosidade, etc".

## Em Roma

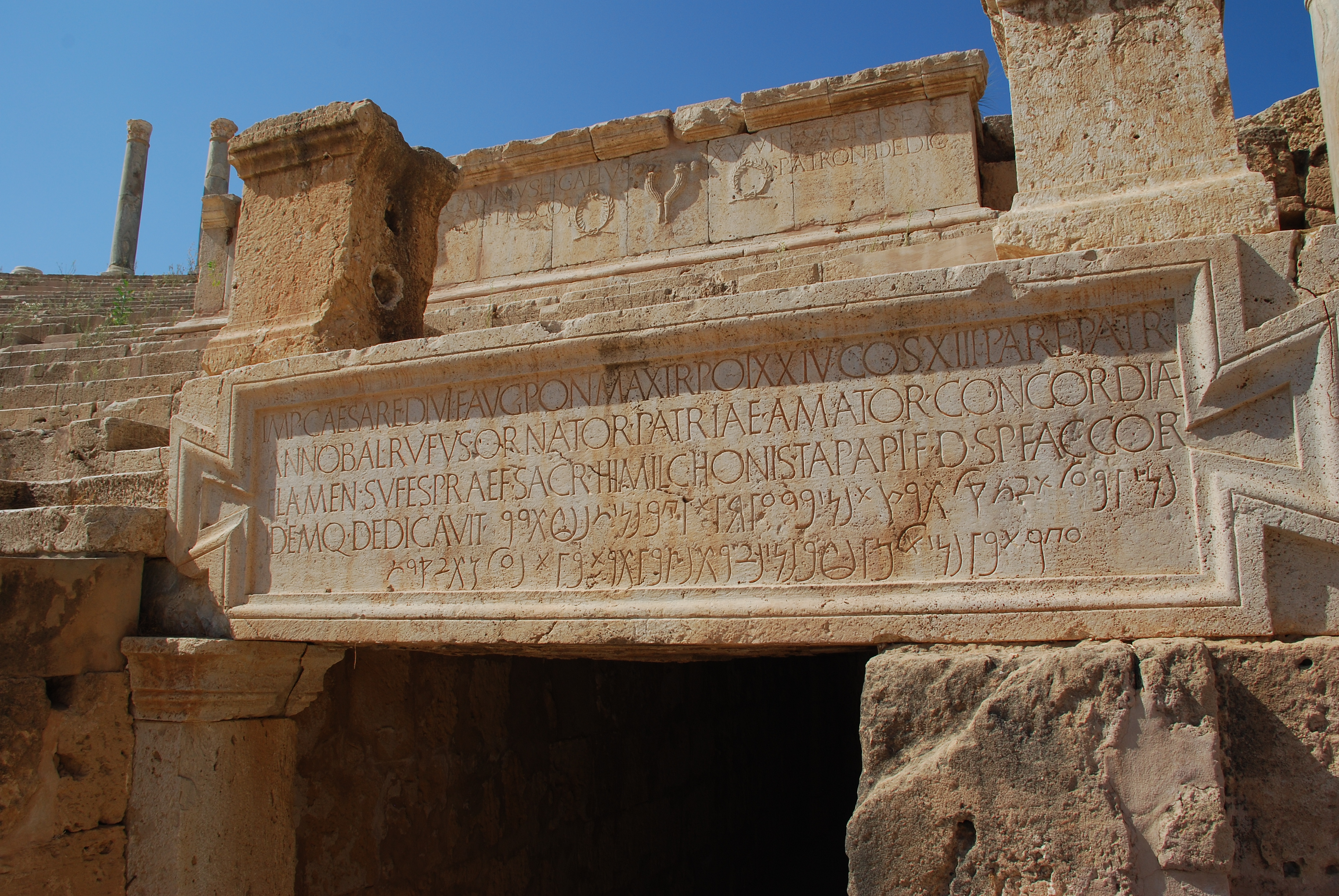
Inscrição no anfiteatro de Leptis Magna, construído por Annobal Rufus, onde o benfeitor é chamado de "amante da concórdia" e "aquele que ornamentou sua Pátria", acrescentando que o edifício havia sido erguido com seus próprios recursos.

Enquanto na Grécia o evergetismo florescia, ele era cultivado também entre os romanos desde o período republicano, quando era um hábito da elite oferecer jogos, edifícios e monumentos, especialmente por ocasião da celebração de triunfos militares. Durante os séculos I a III do Império Romano a prática do evergetismo foi particularmente generalizada e diversificada. Ao contrário do que se poderia supor, os benefícios nem sempre eram arbitrários, mas muitas vezes dependiam de uma negociação com a comunidade, que se manifestava sobre qual tipo de doação gostaria de receber e sobre as condições em que isso se faria.
Sob o domínio romano o evergetismo em torno do Mediterrâneo se revestiu de cores particulares, devido ao conjunto de valores típicos da sociedade romana, que influenciaram em alguma medida todo o território dominado. Na pensínsula Itálica em particular o evergetismo se conformou ao sistema diferenciado de governo local. Até o ano de 90 a.C. a maioria das cidades italianas era confederada de Roma e vivia sob um governo praticamente autônomo, e mesmo depois, quando foram integradas ao Estado Romano, sua autonomia permaneceu em grande parte preservada. Por outro lado, sob crescente influência do poder central, seus sistemas de patronato foram sendo modificados à semelhança do metropolita, distanciado-se mais da forma que o fenômeno assumiu nas províncias mais distantes, onde tradições locais permaneceram atuando com mais intensidade. A realidade especificamente italiana se diferenciou ainda pelo extenso corpo de leis que foi estabelecido para a nomeação de patronos cívicos e para a prática do evergetismo, em particular após a emergência do Império, e pela padronização no estilo das construções nas diferentes cidades, seguindo o modelo da capital.

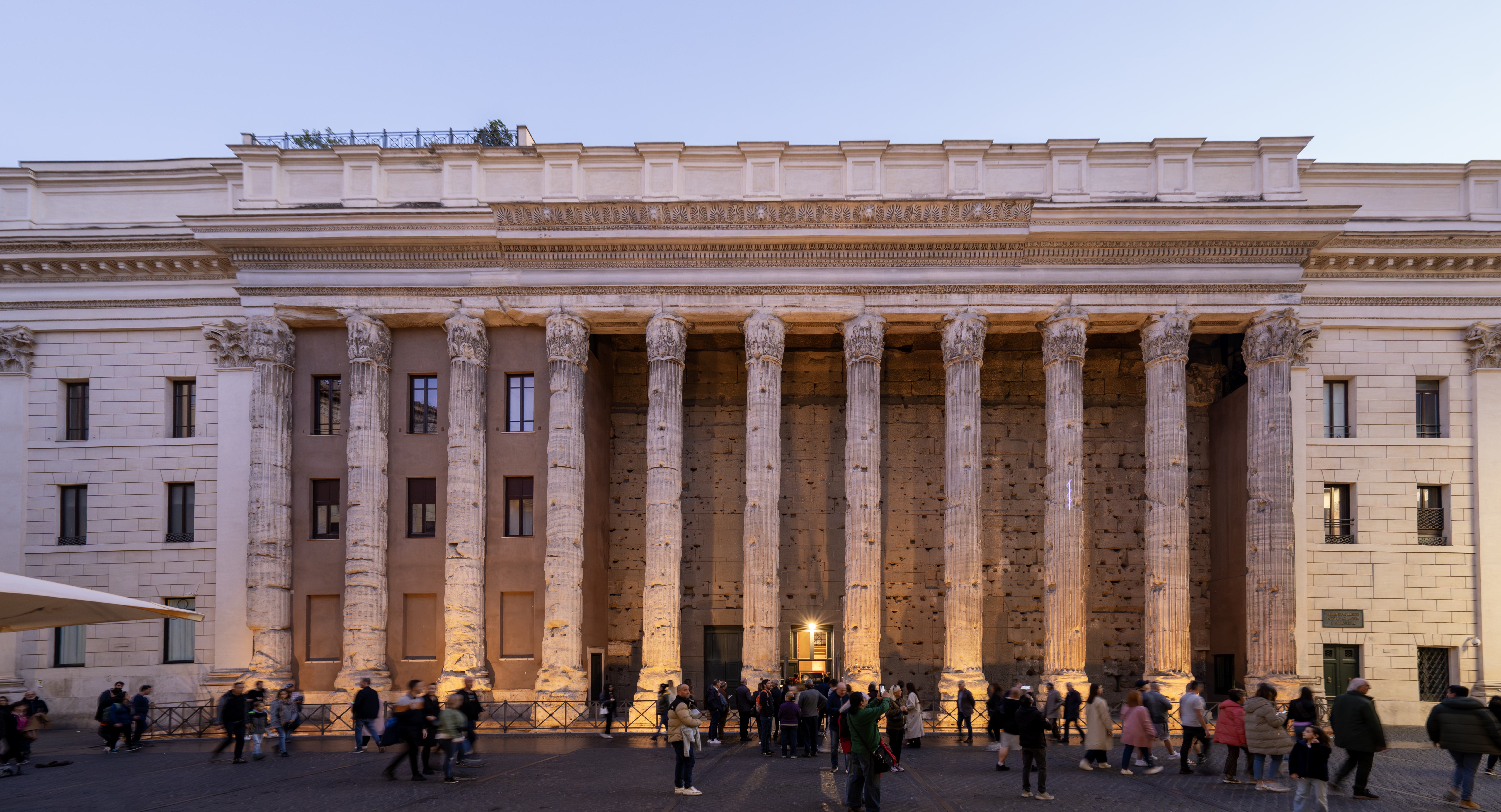
Colunata remanescente do Templo do Divino Adriano em Roma, construído por seu filho e sucessor Antonino Pio.

Também observa-se uma diferenciação nas formas dominantes de evergetismo italiano ao longo do tempo. Durante os últimos tempos da República foi mais comum a construção de fortificações; nos primeiros tempos do Império a beneficência privada construtiva de grande escala foi bastante restrita, concentrando-se nas mãos do imperador e seu círculo mais próximo, e foi principalmente dirigida para a construção de teatros e templos para o culto imperial, enquanto que no século II d.C. a construção continuou sendo comum, mas se concentrou nas termas e teatros, mas de modo geral foi suplantada pela distribuição de alimentos e dinheiro e organização de banquetes. A organização de jogos, lutas de gladiadores e espetáculos foi comum ao longo de todo o Império, em parte porque fazia parte do calendário litúrgico e por isso era uma obrigação formal de certas magistraturas, e em parte porque era esperada em certas ocasiões, como nos funerais de cidadãos proeminentes.
No fim do Império o evergetismo dos notáveis cristianizados passou a ser influenciado pela moral e o simbolismo cristãos e pela ideia da caridade desinteressada em favor dos pobres, multiplicando-se os santuários e igrejas e festividades religiosas, e embora o mecenato puramente cívico e profano permanecesse comum, ele foi concentrado no círculo imperial e nos doadores radicados em Roma membros da ordem senatorial, ao passo que as doações de notáveis municipais declinam marcadamente em torno do século IV, ainda que não desaparecessem de todo. A transferência da capital para Constantinopla também exerceu um impacto significativo em Roma, possibilitando aos notáveis da cidade se empenharem em uma renovada onda de evergetismo de grande escala, ora livres da interferência direta e da competição do imperador.
Dois tratados romanos sobre o assunto sobreviveram, De Officiis, de Cícero, e De Beneficiis, de Sêneca, possibilitando formar uma imagem mais clara sobre a prática romana do que sobre a grega, cujas referências antigas são mais esparsas e fragmentárias. Para os romanos a generosidade pública (liberalitas) era um elemento central em sua ética, fazendo parte de um sistema maior envolvendo os conceitos sobre a amizade, onde se incluía a necessidade da troca de presentes, e as obrigações morais e os deveres cívicos do cidadão. Para Cícero os benefícios eram essenciais para a manutenção da sociedade, enquanto que Sêneca enfatiza mais o prazer e o bem-estar que a doação proporcionava tanto para o doador como para os recipientes. Ambos, porém, desdenhavam os benefícios decorativos e efêmeros, como os banquetes e jogos, valorizando os que eram úteis para a melhoria das condições de vida da população e exerciam um impacto positivo duradouro sobre o meio social, a exemplo da construção de templos, estradas e portos. Em sua visão os benefícios serviam ainda para cimentar os laços sociais entre as diferentes classes. Para Plínio, o Velho, era uma obrigação do cidadão generoso oferecer presentes aos seus parentes, amigos, vizinhos e concidadãos.

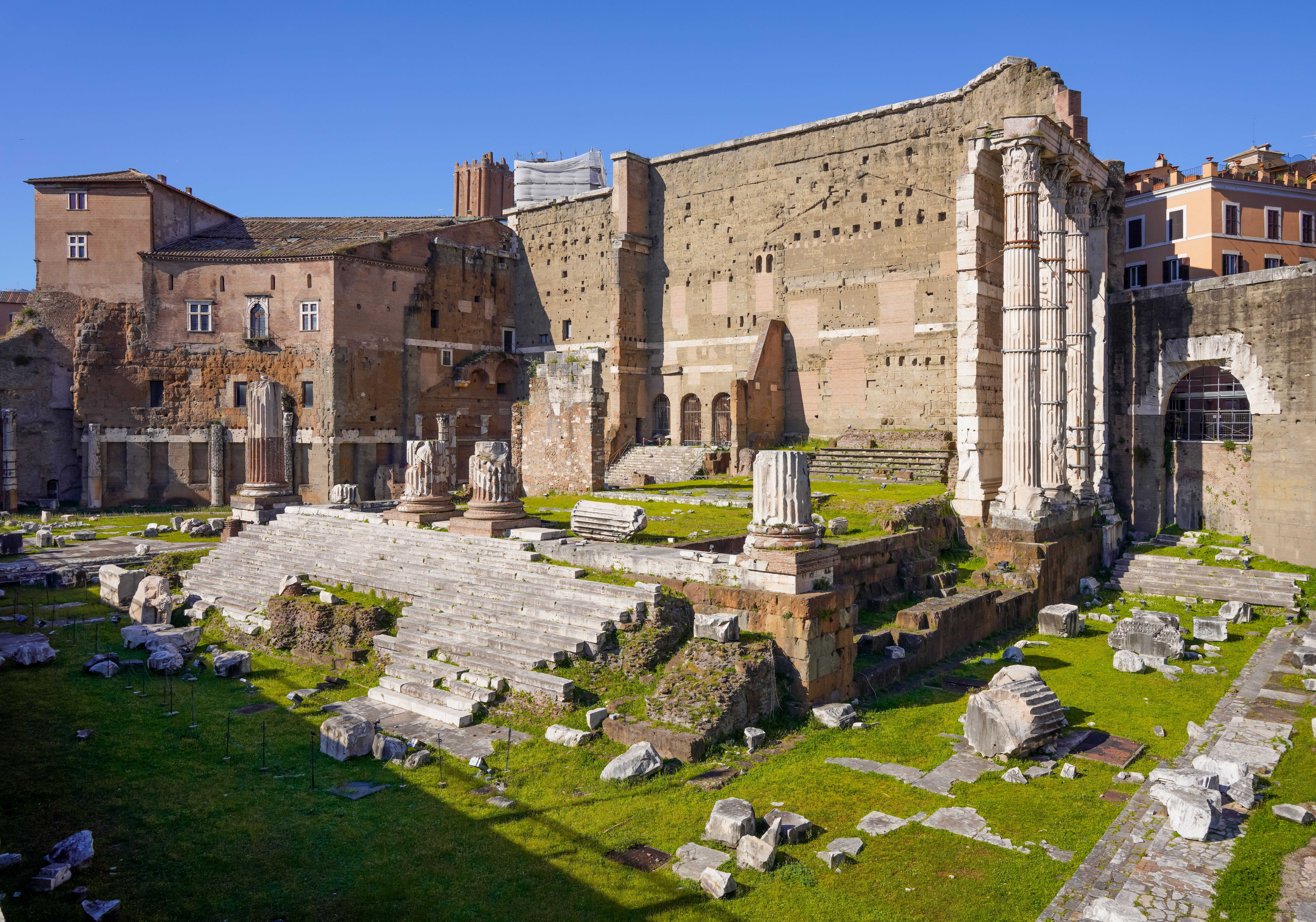
Detalhe do Fórum de Augusto, um exemplo da munificência do imperador. Ali foi instalada uma estátua em sua honra e várias outras homenageando outros próceres romanos.

Contudo, os preceitos de fundo filosófico expressos por aqueles autores célebres nem sempre estavam em harmonia com a prática cotidiana, e a despeito das repetidas exortações colocando a humildade como uma das virtudes do bom cidadão, assim como acontecia na Grécia, em Roma o reconhecimento público foi um componente essencial do evergetismo e um dos principais elementos na construção da memória pública dos benfeitores. Com benefícios efêmeros ou duráveis, o sistema do evergetismo foi tão importante para os romanos como para os gregos, suavizava a tensão crônica entre as classes, supria as cidades com bens de utilidade prática ou ornamental, e foi da mesma maneira um catalisador da identidade pública da elite, assim como contribuiu de maneira importante para a definição da paisagem urbana e do que era "ser romano" de um modo geral. É sintomático da importância a ele atribuída que vários imperadores se dedicaram intensamente à beneficência, sendo recompensados pelo Senado e pelo povo com aclamações, estátuas, monumentos e variados títulos honoríficos. É um exemplo o imperador Augusto, que em seu epitáfio mandou inscrever as principais obras que havia promovido, numa compilação conhecida como Atos do divino Augusto. Para muitas cidades provincianas, o evergetismo foi um modo de emular os costumes metropolitanos e criar uma imagem de cidade rica e sofisticada, povoada de belos e imponentes edifícios e variadas benfeitorias, além de fortalecer os laços de sua elite com os notáveis de Roma em que se espelhavam.
Apesar de o evergetismo contribuir para suprir as carências da comunidade, ele se dirigia principalmente para o corpo dos cidadãos, excluindo aqueles que não detinham a cidadania, que no fim do Império passaram a ser atendidos pelos cristãos, entre os quais se desenvolveu a prática da esmola, uma prática que estava além dos horizontes do evergetismo dos notáveis pagãos. Segundo Peter Brown, 
"A divergência das atitudes de doação e partilha com outrem entre as classes superiores e os cidadãos médios oferece um contraste singularmente gritante. Os cidadãos notáveis 'alimentam' sua cidade: espera-se deles que gastem largas somas para manter o sentimento de contínua alegria e prestígio dos cidadãos normais. Se tais generosidades por acaso aliviam alguma aflição dos pobres da cidade, o fato é visto como um efeito secundário puramente acidental do alívio do qual se beneficia o corpo cívico no conjunto, tanto os ricos como os pobres, pelo fato de serem cidadãos. Grande número dos habitantes da cidade — e mais comumente os verdadeiros pobres, como os escravos e os imigrantes — não se beneficia de tais larguezas. [...] Tais doações individuais podem ser comparadas a magníficos fogos de artifício: celebram as grandes ocasiões, o poder e a generosidade dos protetores, o esplendor da cidade".
A análise contemporânea da prática antiga tem sido controversa, e os estudiosos têm tido dificuldade para decidir se o evergetismo se devia principalmente ao orgulho, à vaidade e à competitividade da elite, ou se o amor desinteressado pela beneficência exercia um papel significativo no sistema, mas parece mais provável que não houvesse um padrão sistemático e sim uma mistura complexa de causas, variando consideravelmente de caso para caso. De qualquer modo, a prática foi tão generalizada que mesmo cidadãos de poucas posses passaram a oferecer pequenas doações públicas, sugerindo que em muitos casos a afirmação de poder e de status não era uma motivação importante. O que é um consenso entre os historiadores é que o evergetismo foi um costume de importância fundamental para o entendimento da sociedade urbana na Antiguidade do Ocidente, exercendo uma grande influência na estruturação da vida cívica em vários níveis, incluindo a conformação física das cidades, as interações e comportamentos sociais e a mediação das relações entre diferentes comunidades. A despeito das suas variações locais, a beneficência evergética foi um elemento unificador dos diferentes sistemas político-sociais em todo o mundo clássico, e foi um dos principais fatores para a sustentação da vitalidade da sua vida urbana.

## Contemporaneidade

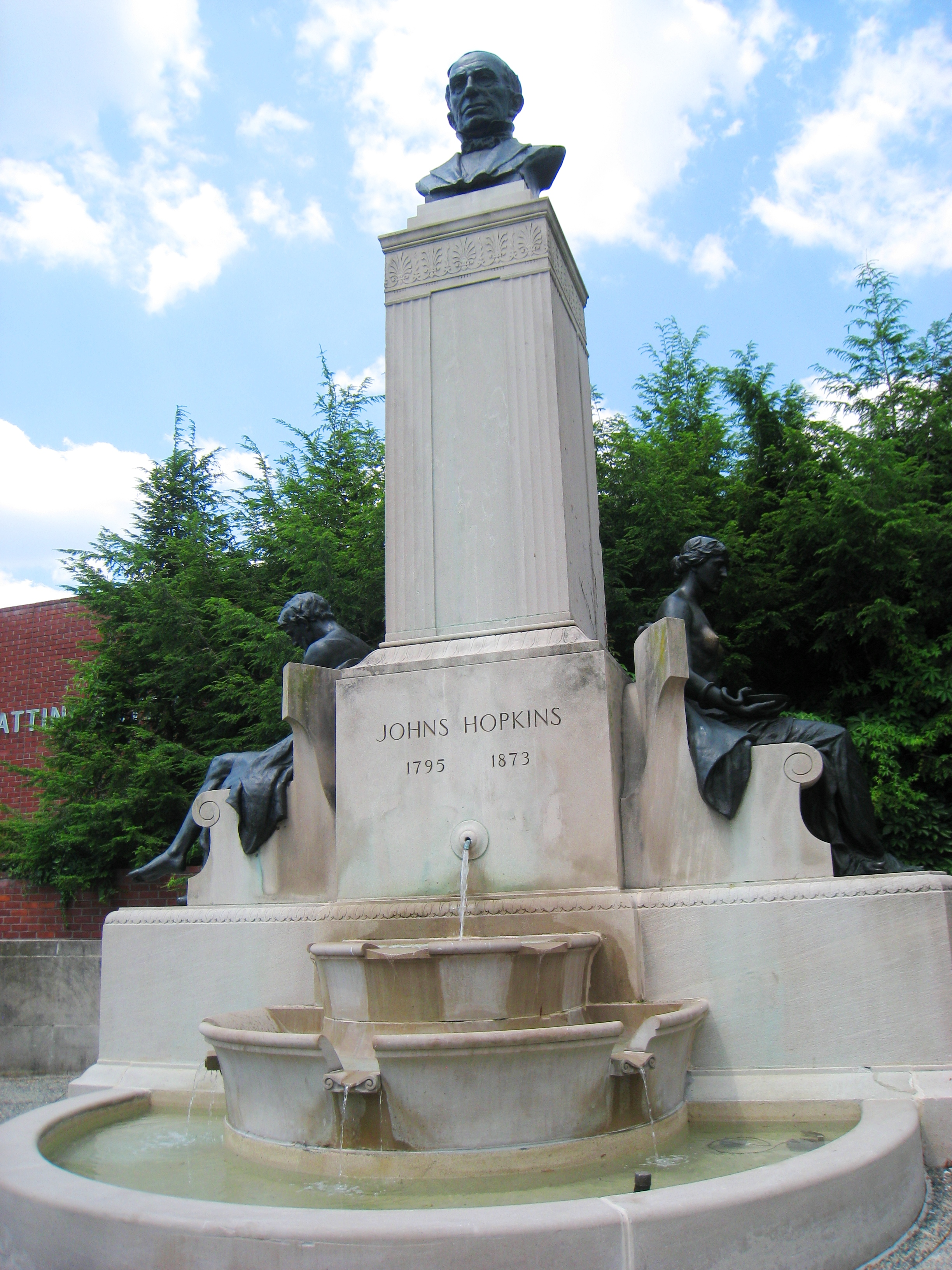
Monumento em homenagem a Johns Hopkins, um dos principais filantropos norteamericanos do século XIX, instalado na frente do hospital que ele fundou e que leva seu nome.

Embora o termo evergetismo seja hoje pouco usado fora dos estudos históricos sobre o Classicismo, o fenômeno em si, embora tenha declinado significativamente, nunca desapareceu depois do colapso do Império Romano, quando seus protagonistas passaram a ser o alto clero cristão, sustentado principalmente pelo conceito de caridade cristã e direcionado para a comunidade cristã antes do que para a cidade como um todo.
Começou a ressurgir com força em fins do século XVIII, impulsionado por correntes patrióticas onde o evergetismo se tornava uma obrigação cívica, pela ética cristã já tradicional, e por uma nova moralidade burguesa que louvava o altruísmo e condenava o enriquecimento sem retorno social, considerado um dos responsáveis pela existência de grandes desigualdades na sociedade.
A prática continua na época contemporânea, como evidenciado pelas doações para o público através da criação de fundações, voluntariado, filantropia etc. Um dos grandes centros do evergetismo contemporâneo é, novamente, o centro do poder "imperial": os Estados Unidos, um Estado em que, por razões relacionadas com a ética calvinista e hábitos de competição, a tendência ao evergetismo é generalizada e pronunciada. Da mesma forma como ocorria no mundo clássico, o evergetismo contemporâneo, lado a lado com os benefícios práticos que produz para a sociedade, é uma forma de acumulação de capitais simbólicos por parte dos benfeitores, que se traduzem frequentemente como projeção social e poder político.